# 八味地黄丸
八味地黄丸（はちみじおうがん）とは、漢方薬の一つ。出典は『金匱要略』。別名、八味丸、腎気丸、八味腎気丸ともいう。

## 効果・効能
腎（生殖器をも含む）の機能の衰えを目標とする。つまり、下半身の疲労脱力、多尿、頻尿、尿利減少、腰痛、手足の煩熱または厥冷、口渇などを目標とし、膀胱炎、前立腺肥大、腎炎、高血圧症、糖尿病、陰萎などに応用する。この他、腰部脊柱管狭窄症においても効果が得られている。2004年にKoh Iwasakiらは八味地黄丸が認知症患者の認知機能及び日常生活動作を改善したという報告を二重盲検ランダム化比較試験にて行ったが、これは小規模な研究であり、その後追試されていない。

### 保険適用エキス剤の効能・効果
疲労、倦怠感著しく、尿利減少または頻数、口渇し、手足に交互的に冷感と熱感のあるものの次の諸症：腎炎、糖尿病、陰萎、坐骨神経痛、腰痛、脚気、膀胱カタル、前立腺肥大、高血圧

## 組成
地黄（ジオウ）6.0g、山茱萸（サンシュユ）3.0g、山薬（サンヤク）3.0g、沢瀉（タクシャ）3.0g、茯苓（ブクリョウ）3.0g、牡丹皮（ボタンピ）2.5g、桂皮（ケイヒ）1.0g、附子末（ブシ末）0.5g

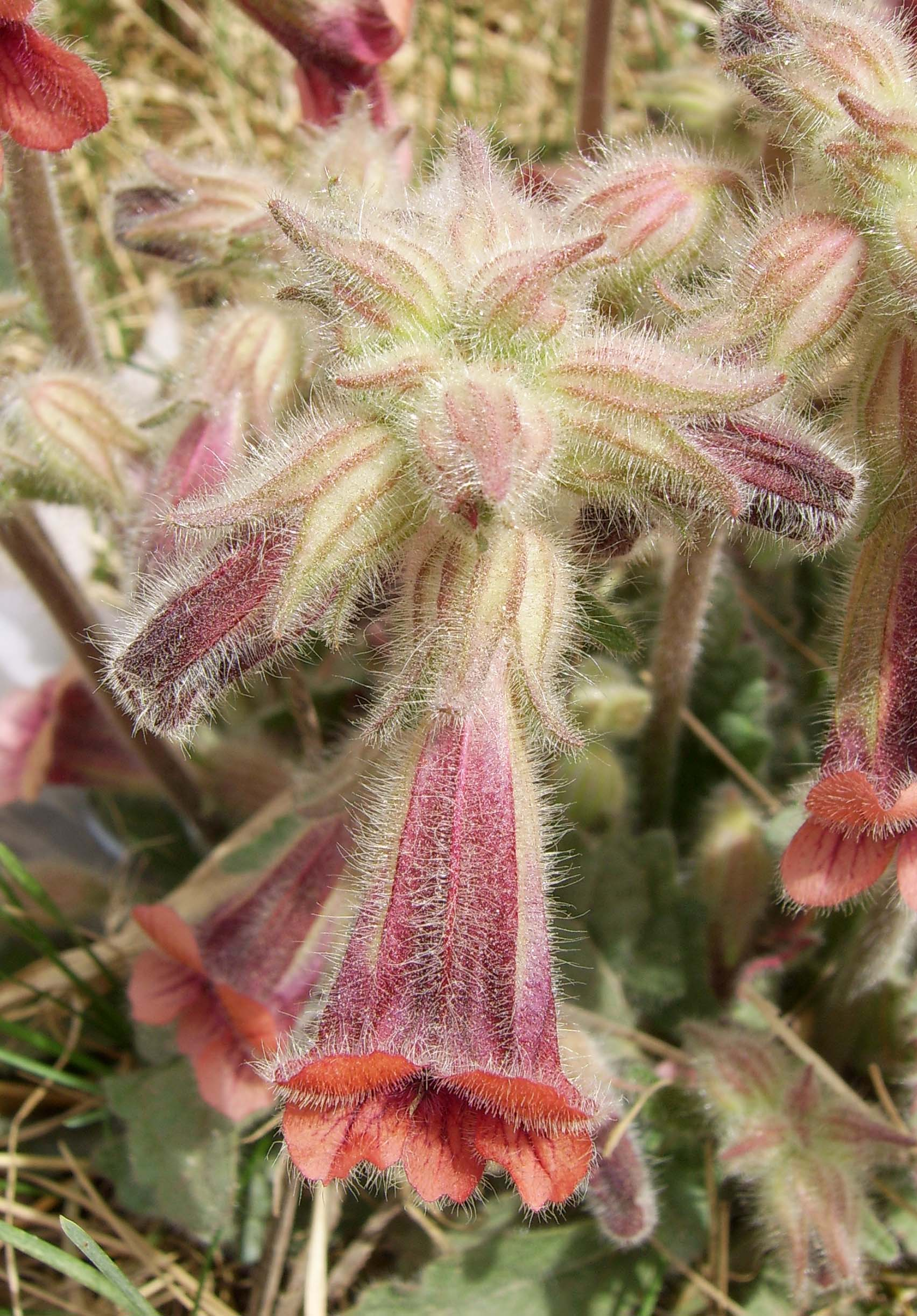
地黄（ジオウ）6.0g
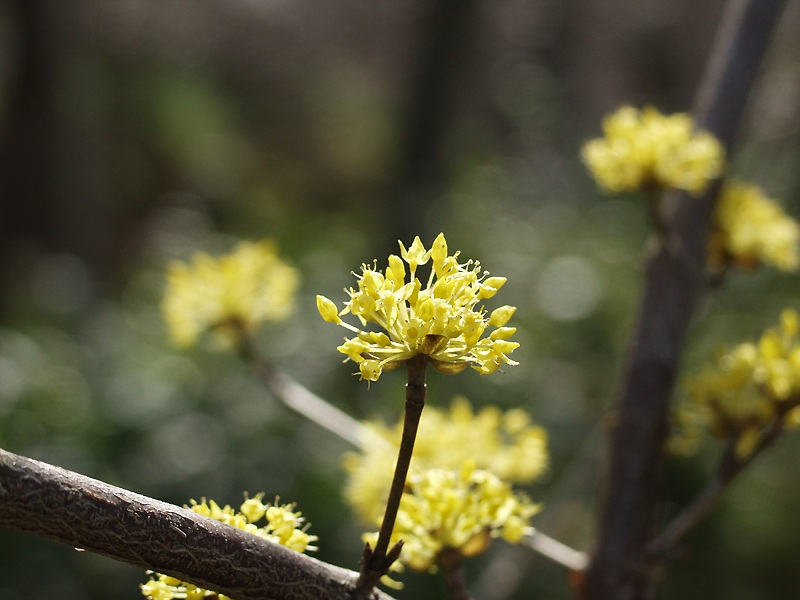
山茱萸（サンシュユ）3.0g
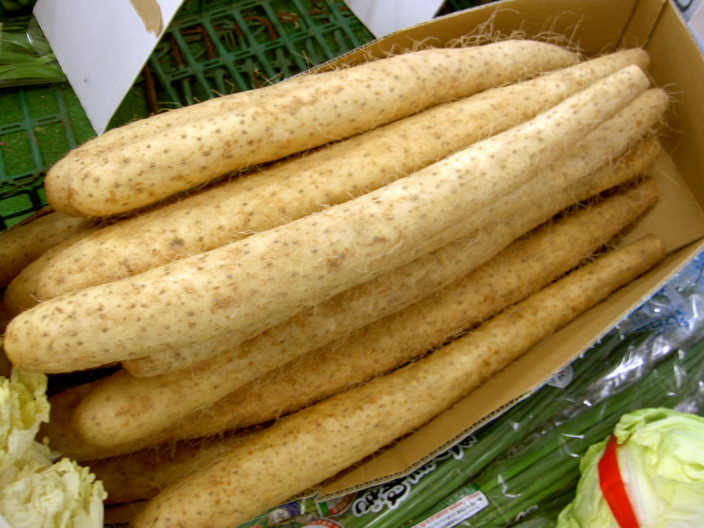
山薬（サンヤク）3.0g
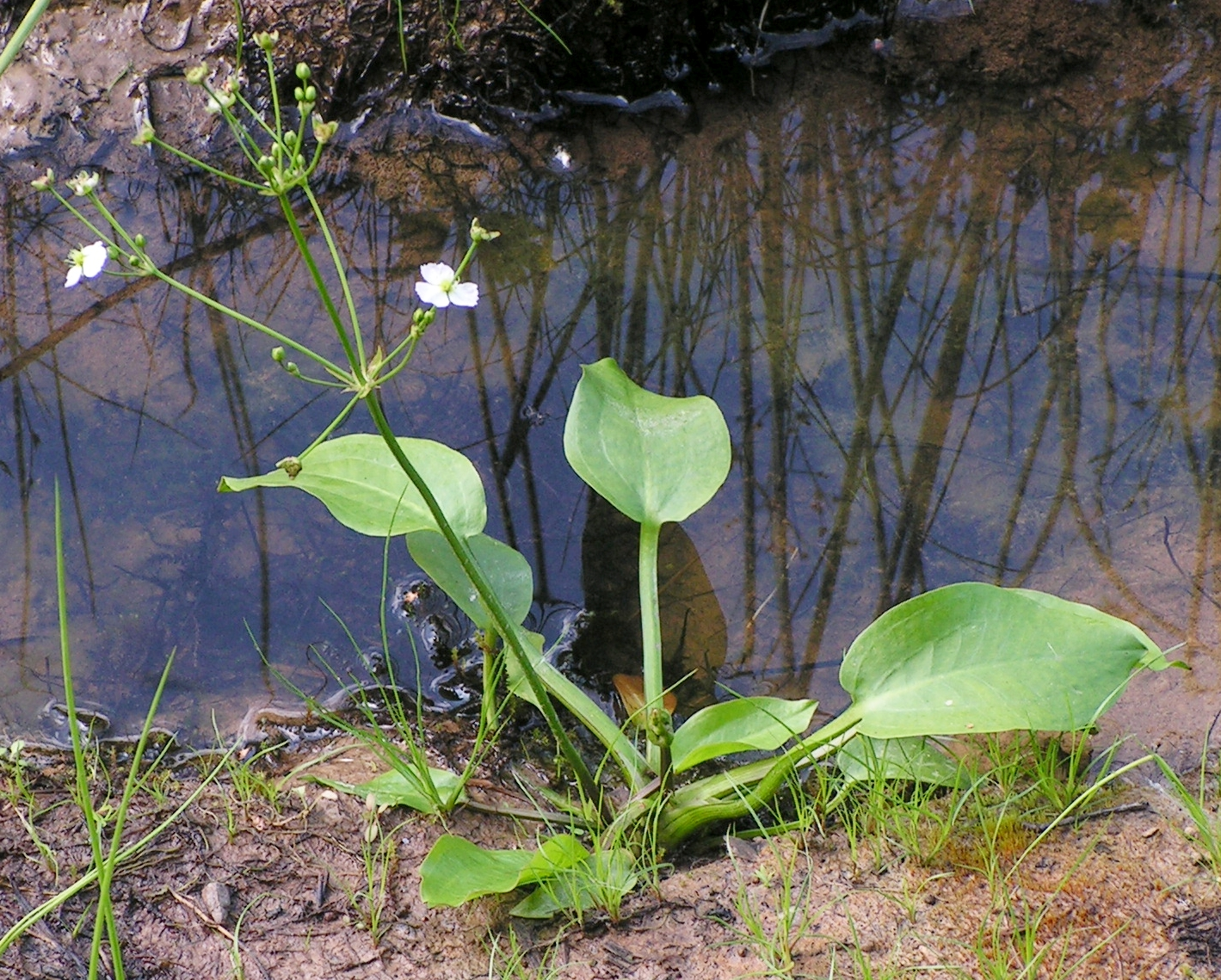
沢瀉（タクシャ）3.0g
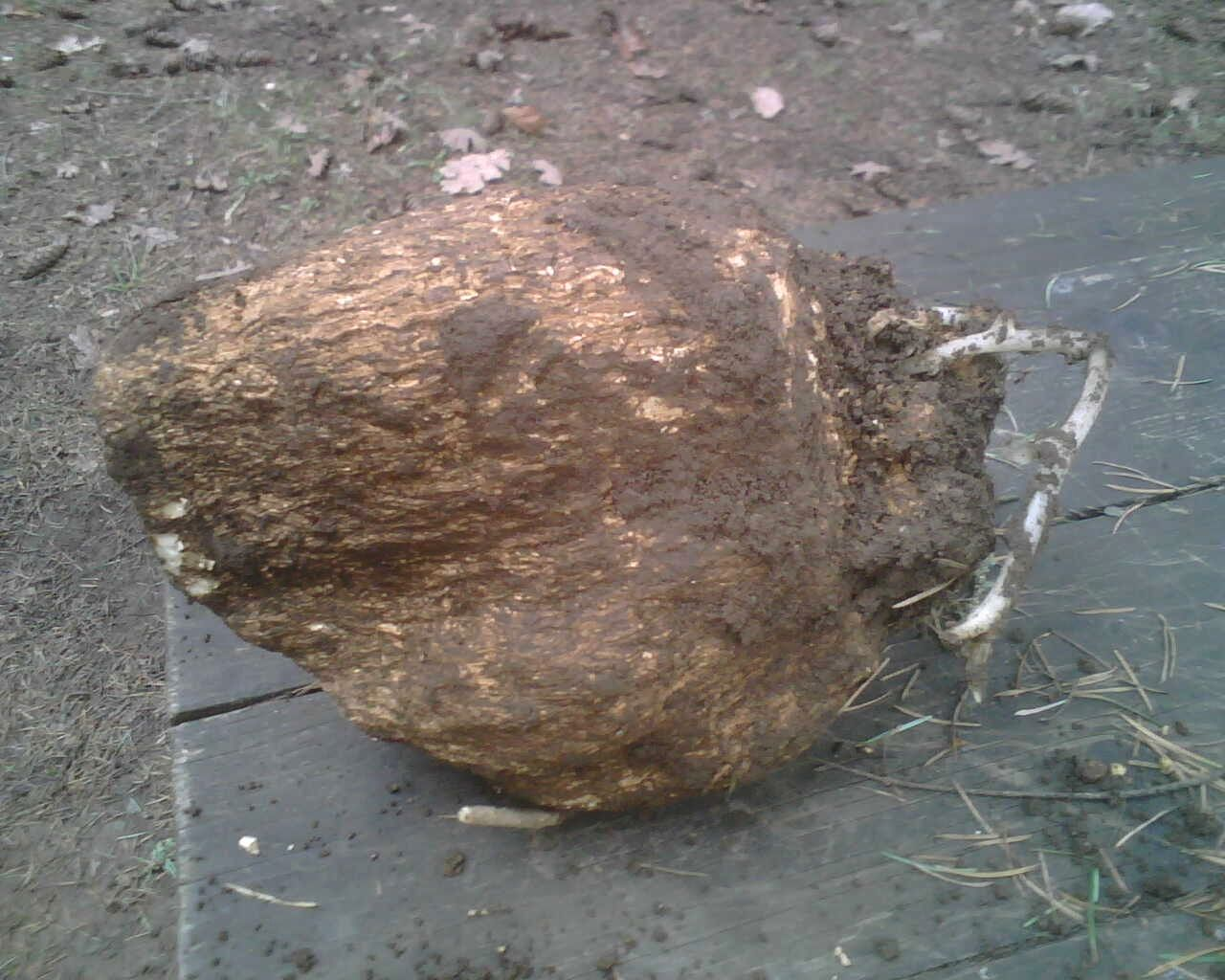
マツホド（茯苓）3.0g
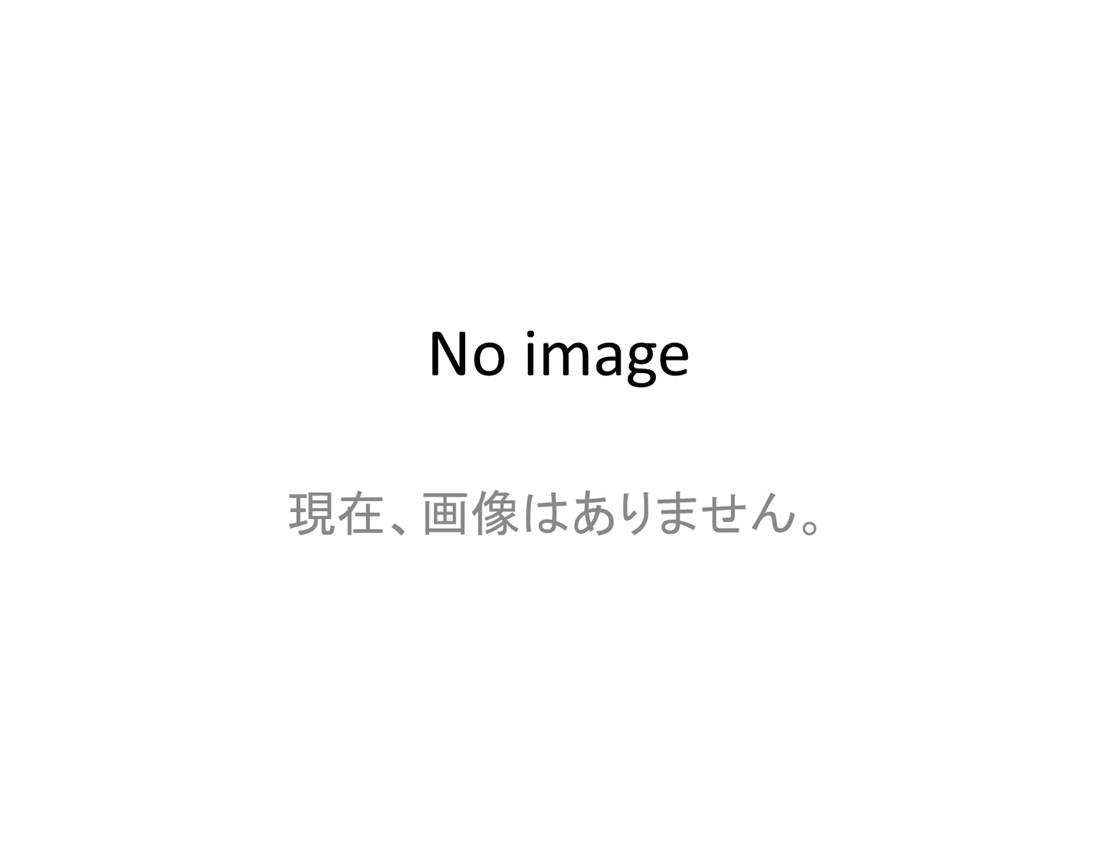
牡丹皮（ボタンピ）2.5g
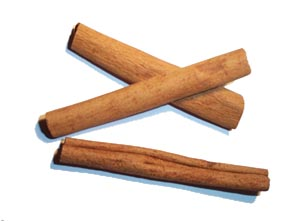
桂皮（ケイヒ）1.0g
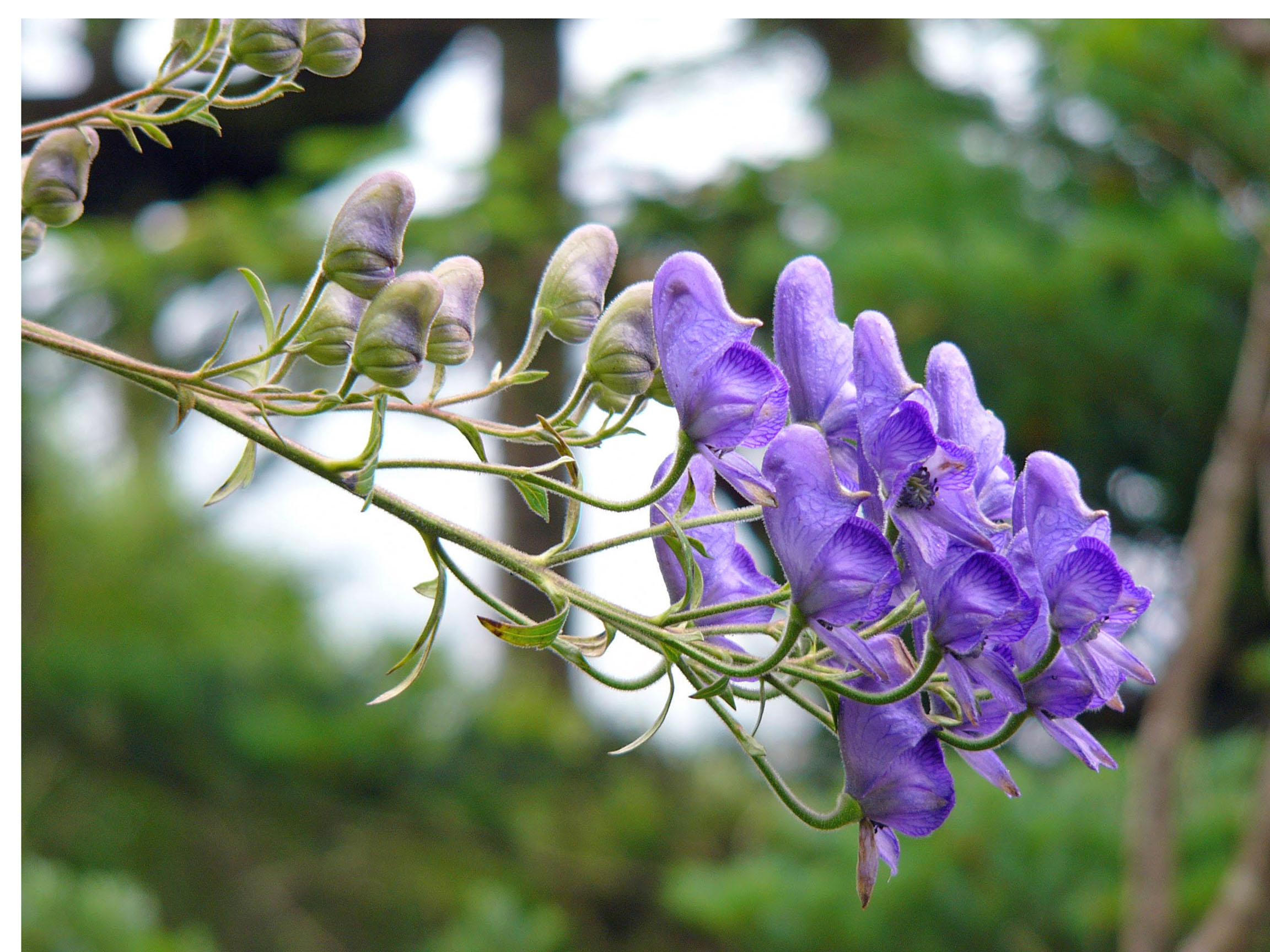
附子末（ブシ末）0.5g

### 処方名
八味とは、本方が地黄、山茱萸、山薬（薯蕷）、沢潟、茯苓、牡丹皮、桂枝、附子の8味で構成されるからであるが、『金匱要略』（『傷寒雑病論』の雑病部分）では「八味地黄丸」という名称は用いられておらず、血痺虚労病篇第6に「八味腎気丸」の名で、疲飲款漱病篇第12、消渇小便利淋病篇第13、婦人雑病篇第22に「腎気丸」の名で記載されている。腎気とは腎の臓の正気のことである。中国伝統医学では腎に生殖器も含み、「腎気丸」は腎の精気を補うことを意味する。五行で水、腎に配当される黒色の生薬である主薬の地黄の名称が後世に配され「八味地黄丸」となったものと考えられている。

## 慎重投与
1. 体力の充実している患者
2. 暑がりで、のぼせが強く、赤ら顔の患者
3. 著しく胃腸の虚弱な患者
4. 食欲不振、悪心、嘔吐のある患者

## 副作用
発疹、発赤、掻痒、肝機能障害、食欲不振、胃部不快感、悪心、嘔吐、下痢、便秘、心悸亢進、のぼせ、舌のしびれなど。

## 薬効薬理
示唆される作用機序
- ラットレンズのアルドースレダクターゼ活性を阻害した(in vitro)[5]。
- 経口投与により睾丸組織中のテストステロン濃度が増加した（ラット）[6]。

薬効を裏付ける試験成績
- 実験的糖尿病抑制作用：経口投与により、ストレプトゾトシンによる血糖値上昇、摂水量増加、尿量増加、摂餌量増加、膵島B細胞減少が抑制された（ラット）[7]。
- 循環器系に対する作用
  - 高コレステロールモデル（ウサギ）に混餌投与したところ、血管弾性率の低下が抑制された[8]。
  - 高コレステロールモデル（マウス）に飲水投与したところ、大動脈中のカルシウム含量、コラーゲン含量の上昇が抑制された[9]。
- 骨代謝に対する作用
  - 経口投与により、卵巣摘出ラットの脛骨のカルシウム含量低下が抑制された[10]。
  - GnRH作動薬による低エストロゲンモデルラットに経口投与したところ、大腿骨の骨量低下が抑制され、脛骨の骨形成率が上昇した[11]。
- 造精機能に対する作用
  - 幼若ラット、成熟去勢ラットに経口投与したところ、前立腺のチミジンキナーゼ活性が増加した[12]。
  - 経口投与により、アドリアマイシンによる造精機能障害が改善された（マウス）[13]。
- 利尿作用：飲水投与により、老齢ラットの尿量、尿中ナトリウム排泄量が増加した[14]。
- 血圧降下作用
  - 高血圧モデル（ラット）の血圧上昇期に飲水投与したところ、血圧上昇が抑制された[15]。
  - 食塩感受性モデル（ラット）に混餌投与したところ、血圧の上昇が抑制された[16]。
- 腎臓に対する作用：食塩感受性モデル（ラット）に混餌投与したところ、糸球体濾過量の低下が抑制され、糸球体、腎血管の組織障害が改善された[16]。

## 八味地黄丸の変方と家康
江戸幕府初代将軍の徳川家康は体に気を使っていたため医薬品に強い興味を持ち、薬も自ら調合していた。静岡市駿河区にある久能山東照宮には、家康が使った薬箱や薬研がある。家康は、八味地黄丸の変方で和剤局方に掲載されている処方「無比山薬丸」（地黄、山茱萸、山薬、沢瀉、茯苓、五味子、ニクジュヨウ、杜仲、牛膝、巴戟（天）、免絲子などで構成。太字が八味地黄丸と重複）に、松前慶広から慶長15年（1610年）と慶長17年（1612年）の二回にわたり献上された海狗腎（カイクジン：オットセイのペニス）を加えた処方を愛用し、専用の薬箱の8段目に保管していたといわれる。「八の字」の通称を生んだことで、覚えやすく、かつ他薬との間違いをなくすこと、いわば医療事故防止につながったと見られる。